# Europeada 2022
Navigation
Édition précédente Édition suivante

Autriche

Le tournoi Europeada 2022 est la 4e édition de la Coupe d'Europe de football regroupant des minorités linguistiques et des nations sans État,,,,.
L'Europeada se dispute du 19 au 27 juin 2020,,,.
Initialement dénommé Europeada 2020 car le championnat était planifié pour se dérouler du 20 juin au 28 juin 2020, mais en raison de la pandémie de COVID-19, l'Europeada est repoussé en conséquence à l'été 2021, du 19 juin au 27 juin,,,,,,,.
Il s'agit d'une compétition international de football créé et subventionné par l'UFCE, organisation non gouvernementale (ONG) soutenue par le Conseil de l'Europe et l'Organisation des Nations unies.
Le quatrième tournoi se déroule en Autriche dans la Carinthie (Land).
Le tournoi masculin oppose 24 équipes et un tournoi féminin à sept équipes. 1000 footballeurs issue de 17 pays Européen participeront la compétition. Le tirage au sort a été fait en novembre 2019,,.
Les sélections du Tyrol du Sud ont remporté à trois reprises le tournoi masculin, ainsi que la première édition du tournoi féminin.

## Préparation de l'événement

### Musique officielle
Le groupe autrichien Matakustix (de) présentera l'hymne officielle de la 4e édition de l'Europeada.

## Équipes participant à l'Europeada
Groupes féminins
| Groupe X                                                                     | Groupe Y                                 |
| ---------------------------------------------------------------------------- | ---------------------------------------- |
| - Tyrol du Sud - Russes d'Allemagne - Ligue romanche - Slovènes de Carinthie | - Occitanie - Ladins - Serbes de Lusace, |

Groupes masculins
| Groupe A                                                                            | Groupe B                                                                       | Groupe C                                                   | Groupe D                                                                               | Groupe E                                                      | Groupe F                                                                       |
| ----------------------------------------------------------------------------------- | ------------------------------------------------------------------------------ | ---------------------------------------------------------- | -------------------------------------------------------------------------------------- | ------------------------------------------------------------- | ------------------------------------------------------------------------------ |
| - Slovènes de Carinthie - Serbes de Wubranka, - FC Luserna Cimbre - Nord-Schleswig, | - Danois d’Allemagne - Hongrois de Roumanie - FC DFK Haute-Silésie - FC Pomaks | - Russes d'Allemagne - Ladins - Ligue romanche - Armânamea | - Croates de Serbie - Hongrois en Allemagne - Felvidék - HKD Hrvatsko Kulturno Drustvo | - Tyrol du Sud - Roms de Hongrie - Serbes de Croatie - Crimée | - Occitanie, - Minorité slovaque de Hongrie - Nordtrasche - Slovènes d'Italie, |

## Tournoi masculin

### Phase de groupes

#### Groupe A

##### Classements et résultats
| Équipe                | J | V | N | D | BM | BE | DB  | Pts |
| --------------------- | - | - | - | - | -- | -- | --- | --- |
| Slovènes de Carinthie | 3 | 3 | 0 | 0 | 12 | 2  | +11 | 9   |
| Croates de Serbie     | 3 | 2 | 0 | 1 | 10 | 5  | +5  | 6   |
| Aroumains             | 3 | 1 | 0 | 2 | 4  | 9  | -5  | 3   |
| Ligue romanche        | 3 | 0 | 0 | 3 | 1  | 12 | -11 | 0   |

| 26 juin 2022 | Croates de Serbie                                                                     | 4 - 0 | Ligue romanche | Stadion pod Kosuto |                  |
|              | Nemanja Todorovic 2e · Atila Kemenji 6e · Dositej Oblakovic 23e · Ricard Rajcanji 87e |       |                | Spectateurs : 80   | Spectateurs : 80 |
|              | (Rapport)                                                                             |       |                | Spectateurs : 80   | Spectateurs : 80 |

| 26 juin 2022                             | Slovènes de Carinthie                                                 | 3 - 1                                                               | Aroumains                   | Stadion pod Kosuto |                   |
|                                          | David Smrtnik 46e · Darjan Aleksic 83e · Mathias Christian Pegrin 89e |                                                                     | 76e Dimciu-Constantin Halep | Spectateurs : 400  | Spectateurs : 400 |
| Gabriel Gregorn 65e · Darjan Aleksic 82e | (Rapport)                                                             | 34e Stelian Carabaș · 80e Sterica Bala · 88e Caciandone-Stere Dincă |                             | Spectateurs : 400  | Spectateurs : 400 |

| 27 juin 2022 | Croates de Serbie                                                                        | 5 - 1 | Aroumains               | Sportanlage Globasnitz |                  |
|              | Nemanja Todorovic 47e 68e · Igor Vidovic 50e · Ricard Rajcanji 74e · Neven Ivandekic 80e |       | 73e Dumitru Bangheorghe | Spectateurs : 50       | Spectateurs : 50 |
|              | (Rapport)                                                                                |       |                         | Spectateurs : 50       | Spectateurs : 50 |

| 27 juin 2022 | Slovènes de Carinthie                                                                      | 6 - 0 | Ligue romanche | Sportanlage Globasnitz |                   |
|              | Benjamin Opietnik 30e · Marjan Kropiunik 51e 74e 89e · Philipp Diex 58e · Dorian Urank 79e |       |                | Spectateurs : 350      | Spectateurs : 350 |
|              | (Rapport)                                                                                  |       |                | Spectateurs : 350      | Spectateurs : 350 |

| 28 juin 2022           | Aroumains                       | 2 - 1 | Ligue romanche      | Gallizien/Galicija |                  |
|                        | Dimciu-Constantin Halep 82e 83e |       | 53e Gino Mustermann | Spectateurs : 40   | Spectateurs : 40 |
| Ionuț Caragheorghe 62e | (Rapport)                       |       |                     | Spectateurs : 40   | Spectateurs : 40 |

| 28 juin 2022 | Slovènes de Carinthie                                                   | 4 - 1 | Croates de Serbie | Bad Eisenkappel   |                   |
|              | David Smrtnik 54e · Julian Hobel 57e 75e · Mathias Christian Pegrin 83e |       | 33e Igor Vidovic  | Spectateurs : 450 | Spectateurs : 450 |
|              | (Rapport)                                                               |       |                   | Spectateurs : 450 | Spectateurs : 450 |

#### Groupe B

##### Classements et résultats
| Équipe                        | J | V | N | D | BM | BE | DB  | Pts |
| ----------------------------- | - | - | - | - | -- | -- | --- | --- |
| Tyrol du Sud                  | 3 | 3 | 0 | 0 | 13 | 1  | +12 | 9   |
| Hongrois de Roumanie          | 3 | 2 | 0 | 1 | 4  | 5  | -1  | 6   |
| Minorité allemande de Hongrie | 3 | 1 | 0 | 2 | 3  | 7  | -4  | 3   |
| Croates du Burgenland         | 3 | 0 | 0 | 3 | 1  | 8  | -7  | 0   |

| 26 juin 2022 | Hongrois de Roumanie                                                       | 3 - 0 | Minorité allemande de Hongrie | Sittersdorf      |                  |
|              | Ferencz-Hunor Nikolics 42e · Robert Gergely 75e · Lorand-Levente Santa 77e |       |                               | Spectateurs : 50 | Spectateurs : 50 |
|              | (Rapport)                                                                  |       |                               | Spectateurs : 50 | Spectateurs : 50 |

| 26 juin 2022 | Tyrol du Sud                                                                    | 4 - 1 | Croates du Burgenland (Autriche) | Sittersdorf       |                   |
|              | Martin Ritsch 21e · Julian Bacher 37e · Andreas Nicoletti 58e · Thomas Mair 75e |       | 53e Christopher Pinter           | Spectateurs : 100 | Spectateurs : 100 |
|              | (Rapport)                                                                       |       |                                  | Spectateurs : 100 | Spectateurs : 100 |

| 27 juin 2022 | Hongrois de Roumanie    | 1 - 0 | Croates du Burgenland (Autriche) | Mittlern         |                  |
|              | Robert-Levente Toth 80e |       |                                  | Spectateurs : 25 | Spectateurs : 25 |
|              | (Rapport)               |       |                                  | Spectateurs : 25 | Spectateurs : 25 |

| 27 juin 2022 | Tyrol du Sud                                              | 4 - 0 | Minorité allemande de Hongrie | Mittlern         |                  |
|              | Alex Pfitscher 14e 20e · Thomas Mair 63e · Olaf Stark 72e |       |                               | Spectateurs : 56 | Spectateurs : 56 |
|              | (Rapport)                                                 |       |                               | Spectateurs : 56 | Spectateurs : 56 |

| 28 juin 2022         | Tyrol du Sud                                                                                                   | 5 - 0                                  | Hongrois de Roumanie | Bleiburg         |                  |
|                      | Martin Ritsch 12e · Andreas Nicoletti 49e · Alex Pfitscher 52e · Maximilian Lanthaler 81e · Jonas Clementi 86e |                                        |                      | Spectateurs : 30 | Spectateurs : 30 |
| Fabian Menghin 90+3e | (Rapport) | 77e Lorant Domo · 90+1e Tihamer Kovacs |                      | Spectateurs : 30 | Spectateurs : 30 |

| 28 juin 2022 | Minorité allemande de Hongrie            | 3 - 0 | Croates du Burgenland (Autriche) | Bleiburg         |                  |
|              | Adam Balint 13e · Daniel Udvardi 28e 36e |       |                                  | Spectateurs : 50 | Spectateurs : 50 |
|              | (Rapport)                                |       |                                  | Spectateurs : 50 | Spectateurs : 50 |

#### Groupe C

##### Classements et résultats
| Équipe                            | J | V | N | D | BM | BE | DB  | Pts |
| --------------------------------- | - | - | - | - | -- | -- | --- | --- |
| Allemands de Pologne              | 3 | 2 | 1 | 0 | 14 | 5  | +9  | 7   |
| Ladins                            | 3 | 2 | 0 | 1 | 5  | 5  | 0   | 6   |
| Schleswig du Sud                  | 3 | 1 | 1 | 1 | 7  | 4  | +3  | 4   |
| Slovaques et Tchèques de Roumanie | 3 | 0 | 0 | 3 | 2  | 14 | -12 | 0   |

| 26 juin 2022 | Schleswig du Sud                                                | 4 - 0 | Slovaques et Tchèques de Roumanie | Klagenfurt       |                  |
|              | Tim Meyer 43e · Luc-Jonathan Justen 45e · Morten Wegner 52e 66e |       |                                   | Spectateurs : 45 | Spectateurs : 45 |
|              | (Rapport)                                                       |       |                                   | Spectateurs : 45 | Spectateurs : 45 |

| 26 juin 2022 | Allemands de Pologne                                                             | 4 - 1 | Ladins           | Klagenfurt       |                  |
|              | Edmund Machnik 12e · Mateusz Wawoczny 23e · Mateusz Iwan 66e · Marcin Paszek 73e |       | 70e Mirko Demetz | Spectateurs : 50 | Spectateurs : 50 |
|              | (Rapport)                                                                        |       |                  | Spectateurs : 50 | Spectateurs : 50 |

| 27 juin 2022           | Ladins                                          | 2 - 0 | Slovaques et Tchèques de Roumanie | Lilienberg-Arena |                  |
|                        | Marcus Costalunga 22e · Jan Martin Vinatzer 73e |       |                                   | Spectateurs : 50 | Spectateurs : 50 |
| Miachel Perathoner 58e | (Rapport)                                       |       |                                   | Spectateurs : 50 | Spectateurs : 50 |

| 27 juin 2022 | Schleswig du Sud                          | 2 - 2 | Allemands de Pologne                    | Lilienberg-Arena |                  |
|              | Mateusz Iwan 44e (csc) · Jonas Walter 93e |       | 59e Mateusz Wawoczny · 87e Adrian Lesik | Spectateurs : 38 | Spectateurs : 38 |
|              | (Rapport)                                 |       |                                         | Spectateurs : 38 | Spectateurs : 38 |

| 28 juin 2022            | Ladins                      | 2 - 1                               | Schleswig du Sud | Mittlern         |                  |
|                         | Jan Martin Vinatzer 60e 80e |                                     | 29e Jonas Walter | Spectateurs : 50 | Spectateurs : 50 |
| Jan Martin Vinatzer 80e | (Rapport)                   | 42e Tue Düring · 86e Jesse Simonsen |                  | Spectateurs : 50 | Spectateurs : 50 |

| 28 juin 2022 | Allemands de Pologne                                                                                       | 8 - 2 | Slovaques et Tchèques de Roumanie               | Mittlern         |                  |
|              | Sebastian Pączko 8e 47e 56e 57e 60e · Edmund Machnik 31e · Tymoteusz Wojdanowski 39e · Tomasz Schichta 51e |       | 60e Levente Parvany · 67e Andrei-Marian Zetocha | Spectateurs : 40 | Spectateurs : 40 |
|              | (Rapport)                                                                                                  |       |                                                 | Spectateurs : 40 | Spectateurs : 40 |

#### Groupe D

##### Classements et résultats
| Équipe          | J | V | N | D | BM | BE | DB  | Pts |
| --------------- | - | - | - | - | -- | -- | --- | --- |
| Sorabes         | 3 | 2 | 1 | 0 | 16 | 2  | +14 | 7   |
| Roms de Hongrie | 3 | 2 | 1 | 0 | 9  | 1  | +8  | 7   |
| Cimbre          | 3 | 1 | 0 | 2 | 3  | 7  | -4  | 3   |
| FC Pomaks       | 3 | 0 | 0 | 3 | 1  | 19 | -18 | 0   |

| 26 juin 2022 | Roms de Hongrie                                                                          | 5 - 0 | FC Pomaks | Sportanlage Globasnitz |                  |
|              | Ferenc Olah 10e · Jozsef Robert Jonas 13e · Richard Puporka 18e · Jozsef Baranyi 86e 93e |       |           | Spectateurs : 30       | Spectateurs : 30 |
|              | (Rapport)                                                                                |       |           | Spectateurs : 30       | Spectateurs : 30 |

| 26 juin 2022 | Sorabes                                                     | 4 - 0 | Cimbre | Sportanlage Globasnitz |                   |
|              | Danny Kobelt 30e · Jan Bogusz 36e 53e · Christian Rinza 90e |       |        | Spectateurs : 100      | Spectateurs : 100 |
|              | (Rapport)                                                   |       |        | Spectateurs : 100      | Spectateurs : 100 |

| 27 juin 2022 | Sorabes | 11 - 1 | FC Pomaks        | St. Michael ob Bleiburg |                   |
|              | Patrick Wocko 9e · David Scholze 26e 39e 50e · Christian Rinza 31e 64e · Michael Muller 47e · Peter Domaschke 72e 74e · Gabriel Gartner 79e · Martin Bossenz 85e |        | 77e Alben Haitov | Spectateurs : 150       | Spectateurs : 150 |
|              | (Rapport) |        |                  | Spectateurs : 150       | Spectateurs : 150 |

| 27 juin 2022 | Roms de Hongrie                                           | 3 - 0 | Cimbre | St. Michael ob Bleiburg |                   |
|              | Jozsef Baranyi 14e · Ferenc Olah 40e · Kalman Puporka 88e |       |        | Spectateurs : 123       | Spectateurs : 123 |
|              | (Rapport)                                                 |       |        | Spectateurs : 123       | Spectateurs : 123 |

| 28 juin 2022 | Roms de Hongrie             | 1 - 1 | Sorabes        | Sittersdorf       |                   |
|              | Laszslo Rikardo Klajben 41e |       | 21e Jan Bogusz | Spectateurs : 179 | Spectateurs : 179 |
|              | (Rapport)                   |       |                | Spectateurs : 179 | Spectateurs : 179 |

| 28 juin 2022 | Cimbre                                       | 3 - 0                    | FC Pomaks | Sittersdorf       |                   |
|              | Nicolo Berteotti 37e 51e · Jacopo Longhi 79e |                          |           | Spectateurs : 100 | Spectateurs : 100 |
|              | (Rapport)                                    | 7e 37e 37e Sinan Sinanov |           | Spectateurs : 100 | Spectateurs : 100 |

#### Groupe E

##### Classements et résultats
| Équipe                       | J | V | N | D | BM | BE | DB | Pts |
| ---------------------------- | - | - | - | - | -- | -- | -- | --- |
| Minorité slovène en Italie   | 3 | 2 | 1 | 0 | 7  | 1  | +6 | 7   |
| Serbes de Croatie            | 3 | 2 | 1 | 0 | 6  | 1  | +5 | 7   |
| Minorité slovaque de Hongrie | 3 | 1 | 0 | 2 | 3  | 5  | -2 | 3   |
| Felvidék                     | 3 | 0 | 0 | 3 | 0  | 9  | -9 | 0   |

| 26 juin 2022 | Minorité slovène en Italie               | 3 - 0 | Minorité slovaque de Hongrie | Bad Eisenkappel   |                   |
|              | David Colja 21e 80e · Dennis Pitacco 89e |       |                              | Spectateurs : 123 | Spectateurs : 123 |
|              | (Rapport)                                |       |                              | Spectateurs : 123 | Spectateurs : 123 |

| 26 juin 2022 | Serbes de Croatie | 3 - 0 | Felvidék | Bad Eisenkappel |
|              |                   |       |          | Spectateurs : 0 |
|              | (Rapport)         |       |          |                 |

| 27 juin 2022 | Minorité slovène en Italie | 3 - 0 | Felvidék | Gallizien       |
|              |                            |       |          | Spectateurs : 0 |
|              | (Rapport)                  |       |          |                 |

| 27 juin 2022 | Serbes de Croatie                           | 2 - 0 | Minorité slovaque de Hongrie | Gallizien        |                  |
|              | Nikola Nesic 12e · Milos Miroslavljevic 84e |       |                              | Spectateurs : 30 | Spectateurs : 30 |
|              | (Rapport)                                   |       |                              | Spectateurs : 30 | Spectateurs : 30 |

| 28 juin 2022 | Minorité slovaque de Hongrie | 3 - 0 | Felvidék | St. Michael ob Bleiburg |
|              |                              |       |          | Spectateurs : 0         |
|              | (Rapport)                    |       |          |                         |

| 28 juin 2022 | Minorité slovène en Italie | 1 - 1 | Serbes de Croatie | St. Michael ob Bleiburg |                  |
|              | David Colja 23e            |       | 20e Nikola Nesic  | Spectateurs : 50        | Spectateurs : 50 |
|              | (Rapport)                  |       |                   | Spectateurs : 50        | Spectateurs : 50 |

### Phase à élimination directe
|  | Quarts de finale           | Quarts de finale      |                       |                   | Demi-finales           | Demi-finales           |   |  | Finale            | Finale            |
|  | Quarts de finale           | Quarts de finale      |                       |                   | Demi-finales           | Demi-finales           |   |  | Finale            | Finale            |
|  |                            |                       |                       |                   |                        |                        |   |  |                   |                   |
|  | 30 juin / ville            | 30 juin / ville       |                       |                   | 1 juillet / ville      | 1 juillet / ville      |   |  | 2 juillet / ville | 2 juillet / ville |
|  | 30 juin / ville            | 30 juin / ville       |                       |                   | 1 juillet / ville      | 1 juillet / ville      |   |  | 2 juillet / ville | 2 juillet / ville |
|  | Slovènes de Carinthie      | 3                     |                       |                   | 1 juillet / ville      | 1 juillet / ville      |   |  | 2 juillet / ville | 2 juillet / ville |
|  | Slovènes de Carinthie      | 3                     |                       |                   | 1 juillet / ville      | 1 juillet / ville      |   |  | 2 juillet / ville | 2 juillet / ville |
|  | Roms de Hongrie            | 0                     |                       |                   | 1 juillet / ville      | 1 juillet / ville      |   |  | 2 juillet / ville | 2 juillet / ville |
|  | Roms de Hongrie            | 0                     | Tyrol du Sud          | 2                 |                        |                        |   |  | 2 juillet / ville | 2 juillet / ville |
|  | 30 juin / ville            |                       | Tyrol du Sud          | 2                 |                        |                        |   |  | 2 juillet / ville | 2 juillet / ville |
|  |                            | Allemands de Pologne  | 1                     |                   |                        |                        |   |  | 2 juillet / ville | 2 juillet / ville |
|  | Serbes de Croatie          | Allemands de Pologne  | 1                     | X                 |                        |                        |   |  | 2 juillet / ville | 2 juillet / ville |
|  | Serbes de Croatie          |                       |                       | X                 |                        |                        |   |  | 2 juillet / ville | 2 juillet / ville |
|  | Allemands de Pologne       | X                     |                       |                   |                        |                        |   |  | 2 juillet / ville | 2 juillet / ville |
|  | Allemands de Pologne       | X                     | Tyrol du Sud          | 1                 |                        |                        |   |  |                   |                   |
|  | 30 juin / ville            |                       | Tyrol du Sud          | 1                 |                        |                        |   |  |                   |                   |
|  |                            | Slovènes de Carinthie | 0                     |                   |                        |                        |   |  |                   |                   |
|  | Sorabes                    | Slovènes de Carinthie | 0                     | 3                 |                        |                        |   |  |                   |                   |
|  | Sorabes                    | 1 juillet / ville     |                       | 3                 |                        |                        |   |  |                   |                   |
|  | Croates de Serbie          | 1                     |                       |                   |                        |                        |   |  |                   |                   |
|  | Croates de Serbie          | 1                     | Slovènes de Carinthie | 1                 |                        |                        |   |  |                   |                   |
|  | 30 juin / ville            | 30 juin / ville       | Slovènes de Carinthie | 1                 | Match pour la 3e place | Match pour la 3e place |   |  |                   |                   |
|  | 30 juin / ville            | 30 juin / ville       |                       | Sorabes           | Match pour la 3e place | Match pour la 3e place | 0 |  |                   |                   |
|  | Tyrol du Sud               | 1                     | 2 juillet / ville     | 2 juillet / ville |                        |                        | 0 |  |                   |                   |
|  | Tyrol du Sud               | 1                     | 2 juillet / ville     | 2 juillet / ville |                        |                        |   |  |                   |                   |
|  | Minorité slovène en Italie | 0                     |                       | X                 | X                      |                        |   |  |                   |                   |
|  | Minorité slovène en Italie | 0                     |                       | X                 | X                      |                        |   |  |                   |                   |
|  |                            |                       |                       |                   |                        |                        |   |  | X                 | X                 |
|  |                            |                       |                       |                   |                        |                        |   |  | X                 | X                 |

#### Quart de finale
| 30 juin 2020              | Slovènes de Carinthie                                                | 3 - 0                                    | Roms de Hongrie | Sportpark Welzenegg |                   |
|                           | Patrick Lausegger 50e · Florian Verdel 62e · Marjan Ogris-Martic 86e |                                          |                 | Spectateurs : 400   | Spectateurs : 400 |
| Mathias Stefan Müller 90e | (Rapport)                                                            | 74e Csaba Patrik Bari · 77e Tamás Fekete |                 | Spectateurs : 400   | Spectateurs : 400 |

| 30 juin 2020 | Serbes de Croatie | 1 - 4 | Allemands de Pologne                                                 | Sportanlage Globasnitz |                  |
|              | Nikola Nesic 33e  |       | 29e 52e Mateusz Wawoczny · 37e Bartosz Borowiec · 59e Edmund Machnik | Spectateurs : 50       | Spectateurs : 50 |
|              | [ (Rapport)]      |       |                                                                      | Spectateurs : 50       | Spectateurs : 50 |

| 30 juin 2022                                                 | Sorabes                    | 3 - 1                                                                                               | Croates de Serbie     | St. Michael ob Bleiburg |                   |
|                                                              | Christian Rinza 4e 63e 64e | | 32e Nemanja Todorovic | Spectateurs : 200       | Spectateurs : 200 |
| Christian Rinza 47e · Jonas Krautschick 85e · Jan Bogusz 89e | (Rapport)                  | 47e Marko Temunović · 78e Strahinja Miletić · 85e Igor Vidović · 89e Atila Kemenji · 90e Alen Vujić |                       | Spectateurs : 200       | Spectateurs : 200 |

| 30 juin 2022                                                                          | Tyrol du Sud          | 1 - 0                                                                                       | Minorité slovène en Italie | Bad Eisenkappel   |                   |
|                                                                                       | Andreas Nicoletti 20e |                                                                                             |                            | Spectateurs : 123 | Spectateurs : 123 |
| Stefan Rellich 77e · Julian Bacher 87e · Felix Piazzo 90+2e · Andreas Nicoletti 90+4e | (Rapport)             | 33e Thomas Tabai · 33e David Colja · 82e Ivan Kocman · 90+2e Edvin Carli · 90+5e Erik Colja |                            | Spectateurs : 123 | Spectateurs : 123 |

#### Demi-finale
| 1er juillet 2022                                           | Tyrol du Sud                            | 2 - 1                               | Allemands de Pologne | Stadion pod Kosuto |                   |
|                                                            | Jonas Clementi 25e · Alex Pfitscher 61e |                                     | 86e Sebastian Pączko | Spectateurs : 200  | Spectateurs : 200 |
| Julian Bacher 19e · Alex Pfitscher 81e · Martin Ritsch 84e | (Rapport)                               | 53e Adrian Lesik · 86e Mateusz Iwan |                      | Spectateurs : 200  | Spectateurs : 200 |

| 1er juillet 2022 | Slovènes de Carinthie | 1 - 0                     | Sorabes | Stadion pod Kosuto |                   |
|                  | Florian Verdel 62e    |                           |         | Spectateurs : 650  | Spectateurs : 650 |
|                  | (Rapport)             | 10e 55e 55e Felix Hrjehor |         | Spectateurs : 650  | Spectateurs : 650 |

#### Finale
| 2 juillet 2022 | Tyrol du Sud       | 1 - 0 | Slovènes de Carinthie | Sportpark Welzenegg |                   |
|                | Jonas Clementi 88e |       |                       | Spectateurs : 800   | Spectateurs : 800 |
|                | (Rapport)          |       |                       | Spectateurs : 800   | Spectateurs : 800 |

| Champion Europeada 2022      |
| ---------------------------- |
| Tyrol du Sud Quatrième titre |

#### Classements

##### Classement de la5eà la8eplace
| Équipe                     | J | V | N | D | BM | BE | DB | Pts |
| -------------------------- | - | - | - | - | -- | -- | -- | --- |
| Serbes de Croatie          | 3 | 2 | 1 | 0 | 7  | 3  | +4 | 7   |
| Croates de Serbie          | 3 | 1 | 2 | 0 | 6  | 5  | +1 | 5   |
| Minorité slovène en Italie | 3 | 1 | 1 | 1 | 2  | 4  | -2 | 4   |
| Roms de Hongrie            | 3 | 0 | 0 | 3 | 1  | 4  | -3 | 0   |

| 1er juillet 2022 | Minorité slovène en Italie | 1 - 1 | Croates de Serbie  | Lilienberg-Arena Völkermarkt |                  |
|                  | Ivan Kocman 26e            |       | 20e Milan Savkovic | Spectateurs : 30             | Spectateurs : 30 |
|                  | (Rapport)                  |       |                    | Spectateurs : 30             | Spectateurs : 30 |

| 1er juillet 2022  | Serbes de Croatie     | 1 - 0                                         | Roms de Hongrie | Lilienberg-Arena Völkermarkt |                  |
|                   | Srdan Milovanovic 21e |                                               |                 | Spectateurs : 25             | Spectateurs : 25 |
| Siniša Mamula 35e | (Rapport)             | 17e Krisztián Gregász · 33e Csaba Patrik Bari |                 | Spectateurs : 25             | Spectateurs : 25 |

| 1er juillet 2022 | Minorité slovène en Italie | 1 - 0                  | Roms de Hongrie | Lilienberg-Arena Völkermarkt |                  |
|                  | Erik Colja 39e             |                        |                 | Spectateurs : 50             | Spectateurs : 50 |
|                  | (Rapport)                  | 40e 40e 40e János Kiss |                 | Spectateurs : 50             | Spectateurs : 50 |

| 1er juillet 2022 | Serbes de Croatie                                        | 3 - 3 | Croates de Serbie                                         | Lilienberg-Arena Völkermarkt |                  |
|                  | Stefan Petko 18e · Marko Jelecki 26e · Nemanja Doric 28e |       | 12e Milan Savkovic · 23e Miodrag Erceg · 30e Igor Vidovic | Spectateurs : 25             | Spectateurs : 25 |
|                  | (Rapport)                                                |       |                                                           | Spectateurs : 25             | Spectateurs : 25 |

| 1er juillet 2022 | Croates de Serbie   | 2 - 1 | Roms de Hongrie | Lilienberg-Arena Völkermarkt |                  |
|                  | Igor Vidovic 8e 27e |       | 25e Ferenc Olah | Spectateurs : 30             | Spectateurs : 30 |
|                  | (Rapport)           |       |                 | Spectateurs : 30             | Spectateurs : 30 |

| 1er juillet 2022 | Serbes de Croatie                            | 3 - 0 | Minorité slovène en Italie | Lilienberg-Arena Völkermarkt |                  |
|                  | Nemanja Doric 4e 18e · Srdan Milovanovic 22e |       |                            | Spectateurs : 30             | Spectateurs : 30 |
|                  | (Rapport)                                    |       |                            | Spectateurs : 30             | Spectateurs : 30 |

##### Classement de la9eà la12eplace
| Équipe                       | J | V | N | D | BM | BE | DB | Pts |
| ---------------------------- | - | - | - | - | -- | -- | -- | --- |
| Schleswig du Sud             | 3 | 3 | 0 | 0 | 4  | 1  | +3 | 9   |
| Minorité slovaque de Hongrie | 3 | 2 | 0 | 1 | 4  | 2  | +2 | 6   |
| Hongrois de Roumanie         | 3 | 1 | 0 | 2 | 3  | 3  | 0  | 3   |
| Ladins                       | 3 | 0 | 0 | 3 | 0  | 5  | -5 | 0   |

| 1er juillet 2022 | Minorité slovaque de Hongrie | 2 - 0 | Hongrois de Roumanie | Bleiburg/Pliberk |                 |
|                  | Daniel Zima 3e 30e           |       |                      | Spectateurs : 0  | Spectateurs : 0 |
| Dániel Zima 23e  | (Rapport)                    |       |                      | Spectateurs : 0  | Spectateurs : 0 |

| 1er juillet 2022 | Schleswig du Sud     | 1 - 0 | Ladins | Bleiburg/Pliberk |                  |
|                  | Steffen Eglseder 22e |       |        | Spectateurs : 20 | Spectateurs : 20 |
|                  | (Rapport)            |       |        | Spectateurs : 20 | Spectateurs : 20 |

| 1er juillet 2022 | Schleswig du Sud     | 1 - 0 | Hongrois de Roumanie | Bleiburg/Pliberk |                 |
|                  | Lars Ole Puttins 23e |       |                      | Spectateurs : 0  | Spectateurs : 0 |
| Jonas Walter 20e | (Rapport)            |       |                      | Spectateurs : 0  | Spectateurs : 0 |

| 1er juillet 2022 | Minorité slovaque de Hongrie | 1 - 0           | Ladins | Bleiburg/Pliberk |                  |
|                  | Andras Szabados 12e          |                 |        | Spectateurs : 22 | Spectateurs : 22 |
| Máté Benis 25e   | (Rapport)                    | 30e Alex Demetz |        | Spectateurs : 22 | Spectateurs : 22 |

| 1er juillet 2022 | Schleswig du Sud                  | 2 - 1                                 | Minorité slovaque de Hongrie | Bleiburg/Pliberk |                 |
|                  | Jonas Walter 4e · Erik Wegner 20e |                                       | 7e Daniel Zima               | Spectateurs : 0  | Spectateurs : 0 |
| Erik Wegner 28e  | (Rapport)                         | 27e Dániel Viszkok · 28e Dávid Murvai |                              | Spectateurs : 0  | Spectateurs : 0 |

| 1er juillet 2022 | Hongrois de Roumanie                                      | 3 - 0 | Ladins | Bleiburg/Pliberk |                  |
|                  | Zoltan Siko 10e · Robert-Levente Toth 25e · Zsolt Pap 28e |       |        | Spectateurs : 20 | Spectateurs : 20 |
|                  | (Rapport)                                                 |       |        | Spectateurs : 20 | Spectateurs : 20 |

##### Classement de la13eà la16eplace
| Équipe                            | J | V | N | D | BM | BE | DB  | Pts |
| --------------------------------- | - | - | - | - | -- | -- | --- | --- |
| Minorité allemande de Hongrie     | 3 | 2 | 1 | 0 | 11 | 0  | +11 | 7   |
| Croates du Burgenland             | 3 | 2 | 1 | 0 | 8  | 1  | +7  | 7   |
| Cimbre                            | 3 | 1 | 0 | 2 | 3  | 10 | -7  | 3   |
| Slovaques et Tchèques de Roumanie | 3 | 0 | 0 | 3 | 1  | 12 | -11 | 0   |

| 1er juillet 2022 | Cimbre                                    | 2 - 1 | Slovaques et Tchèques de Roumanie | Sittersdorf      |                  |
|                  | Marzio Piccinini 10e · Ezio Pattanaro 26e |       | 19e Levente Parvany               | Spectateurs : 25 | Spectateurs : 25 |
|                  | (Rapport)                                 |       |                                   | Spectateurs : 25 | Spectateurs : 25 |

| 1er juillet 2022 | Minorité allemande de Hongrie | 0 - 0 | Croates du Burgenland | Sittersdorf      |
|                  |                               |       |                       | Spectateurs : 25 |
|                  | (Rapport)                     |       |                       |                  |

| 1er juillet 2022 | Minorité allemande de Hongrie                                                      | 6 - 0                    | Slovaques et Tchèques de Roumanie | Sittersdorf      |                  |
|                  | David Klencsak 5e 13e 18e · Adam Balint 6e · Zoltan Czigler 20e · Ferenc Cseke 26e |                          |                                   | Spectateurs : 25 | Spectateurs : 25 |
|                  | (Rapport)                                                                          | 10e Alin-Andrei Tribulic |                                   | Spectateurs : 25 | Spectateurs : 25 |

| 1er juillet 2022         | Croates du Burgenland                                                          | 4 - 1 | Cimbre             | Sittersdorf      |                  |
|                          | Thomas Klemenschitz 12e · Maximilian Ivancsits 15e 30e · David Domnanovich 25e |       | 14e Tommaso Longhi | Spectateurs : 25 | Spectateurs : 25 |
| Jonas Johann Herczeg 23e | (Rapport)                                                                      |       |                    | Spectateurs : 25 | Spectateurs : 25 |

| 1er juillet 2022 | Minorité allemande de Hongrie                                                     | 5 - 0 | Cimbre | Sittersdorf      |                  |
|                  | David Klencsak 15e · Róbert Muth 18e 29e · Ádám Bálint 25e · Viktor Schneider 28e |       |        | Spectateurs : 25 | Spectateurs : 25 |
|                  | (Rapport)                                                                         |       |        | Spectateurs : 25 | Spectateurs : 25 |

| 1er juillet 2022 | Croates du Burgenland                                                                   | 4 - 0 | Slovaques et Tchèques de Roumanie | Sittersdorf      |                  |
|                  | David Domnanovich 5e · Raphael Fischer 7e · Thomas Klemenschitz 24e · Marco Laubner 25e |       |                                   | Spectateurs : 25 | Spectateurs : 25 |
|                  | (Rapport)                                                                               |       |                                   | Spectateurs : 25 | Spectateurs : 25 |

## Tournoi féminin

### Phase de groupes

#### Classements et résultats

##### Groupe W
| Équipe                | J | V | N | D | BM | BE | DB  | Pts |
| --------------------- | - | - | - | - | -- | -- | --- | --- |
| Slovènes de Carinthie | 3 | 2 | 1 | 0 | 33 | 3  | +30 | 7   |
| Tyrol du Sud          | 3 | 2 | 1 | 0 | 12 | 2  | +10 | 7   |
| Ladins                | 3 | 1 | 0 | 2 | 5  | 23 | -18 | 3   |
| Ligue romanche        | 3 | 0 | 0 | 3 | 2  | 24 | -22 | 0   |

| 26 juin 2022 | Slovènes de Carinthie | 17 - 0 | Ligue romanche | Stadion pod Kosuto |                   |
|              | Hannah Maria Kautz 10e 89e · Anna Malle 19e 37e 42e 60e 70e · Anja Veratschnig 27e 44e · Franziska Oraze 32e · Leonie Lackner 50e · Celine Arthofer 58e 61e 66e 80e 88e · Lena Krautzer 91e |        |                | Spectateurs : 100  | Spectateurs : 100 |
|              | (Rapport) |        |                | Spectateurs : 100  | Spectateurs : 100 |

| 26 juin 2022 | Tyrol du Sud | 7 - 0 | Ladins | Sittersdorf       |                   |
|              | Alexandra Gruber 19e 34e · Lea Messner 21e 47e · Nadine Nischler 39e 85e · Melanie Kuenrath 58e · Lena Krautzer 91e |       |        | Spectateurs : 150 | Spectateurs : 150 |
|              | (Rapport) |       |        | Spectateurs : 150 | Spectateurs : 150 |

| 27 juin 2022 | Slovènes de Carinthie | 14 - 1 | Ladins         | Sportanlage Globasnitz |                   |
|              | Anja Veratschnig 4e 9e 30e 39e · Yvonne Poderschnig 14e 22e 37e · Alena Irina Wieser 20e · Anna Malle 44e 60e · Franziska Oraze 58e 86e · Hannah Maria Kautz 64e 88e |        | 82e Nora Bauer | Spectateurs : 100      | Spectateurs : 100 |
|              | (Rapport) |        |                | Spectateurs : 100      | Spectateurs : 100 |

| 27 juin 2022 | Tyrol du Sud                 | 3 - 0 | Ligue romanche | Sportplatz NK Korotan Prevalje |                  |
|              | Melanie Kuenrath 29e 35e 59e |       |                | Spectateurs : 35               | Spectateurs : 35 |
|              | (Rapport)                    |       |                | Spectateurs : 35               | Spectateurs : 35 |

| 28 juin 2022 | Ladins                                                                    | 4 - 2 | Ligue romanche         | Mittlern         |                  |
|              | Alma Breitenberger 25e · Nora Bauer 47e 52e · Giuana Lisabeta Prugger 60e |       | 2e 17e Fabiola Vincenz | Spectateurs : 50 | Spectateurs : 50 |
|              | (Rapport)                                                                 |       |                        | Spectateurs : 50 | Spectateurs : 50 |

| 28 juin 2022 | Tyrol du Sud                                   | 2 - 2 | Slovènes de Carinthie                      | Wiederndorf       |                   |
|              | Melanie Kuenrath 15e · Anna Katharina Peer 63e |       | 56e Celine Arthofer · 65e Anja Veratschnig | Spectateurs : 150 | Spectateurs : 150 |
|              | (Rapport)                                      |       |                                            | Spectateurs : 150 | Spectateurs : 150 |

### Phase à élimination directe
|  | Demi-finales          | Demi-finales          |              |       | Finale              | Finale              |
|  | Demi-finales          | Demi-finales          |              |       | Finale              | Finale              |
|  |                       |                       |              |       |                     |                     |
|  | 30 juin, Autriche     | 30 juin, Autriche     |              |       | 2 juillet, Autriche | 2 juillet, Autriche |
|  | 30 juin, Autriche     | 30 juin, Autriche     |              |       | 2 juillet, Autriche | 2 juillet, Autriche |
|  | Tyrol du Sud          | 11                    |              |       | 2 juillet, Autriche | 2 juillet, Autriche |
|  | Tyrol du Sud          | 11                    |              |       | 2 juillet, Autriche | 2 juillet, Autriche |
|  | Ladins                | 0                     |              |       | 2 juillet, Autriche | 2 juillet, Autriche |
|  | Ladins                | 0                     | Tyrol du Sud | 0 (2) |                     |                     |
|  | 30 juin, Autriche     |                       | Tyrol du Sud | 0 (2) |                     |                     |
|  |                       | Slovènes de Carinthie | 0 (4)        |       |                     |                     |
|  | Slovènes de Carinthie | Slovènes de Carinthie | 0 (4)        | 3     |                     |                     |
|  | Slovènes de Carinthie |                       |              | 3     |                     |                     |
|  | Ligue romanche        | 0                     |              |       |                     |                     |
|  | Ligue romanche        | 0                     | 3e place     |       |                     |                     |
|  |                       |                       |              |       |                     |                     |
|  | 2 juillet, Autriche   |                       |              |       |                     |                     |
|  |                       |                       |              |       |                     |                     |
|  | Ladins                | X                     |              |       |                     |                     |
|  | Ladins                | X                     |              |       |                     |                     |
|  | Ligue romanche        | X                     |              |       |                     |                     |
|  | Ligue romanche        | X                     |              |       |                     |                     |

#### Demi-finale
| 30 juin 2022 | Tyrol du Sud | 11 - 0 | Ladins                       | St. Michael ob Bleiburg |                  |
|              | Anna Katharina Peer 2e 29e 54e · Lea Messner 5e 60e · Melanie Kuenrath 78e · Jana Zipperle 80e 88e · Stefanie Rainer 84e 89e |        | 65e (csc) Alma Breitenberger | Spectateurs : 80        | Spectateurs : 80 |
|              | (Rapport) |        |                              | Spectateurs : 80        | Spectateurs : 80 |

| 30 juin 2022 | Slovènes de Carinthie | 3 - 0 | Ligue romanche | Klagenfurt      |
|              |                       |       |                | Spectateurs : 0 |
|              | (Rapport)             |       |                |                 |

#### 3eplace
| 2 juillet 2022 | Ladins       | 3 - 0 | Ligue romanche |                 |
|                |              |       |                | Spectateurs : 0 |
|                | [ (Rapport)] |       |                |                 |

#### Finale
| 2 juillet 2022                                                       | Tyrol du Sud      | 0 - 0                                                                                  | Slovènes de Carinthie | Sportpark Welzenegg |
|                                                                      |                   |                                                                                        |                       | Spectateurs : 500   |
| Hannah Bielak 45+2e · Melanie Kuenrath 50e · Manuela Ladstätter 112e | (Rapport)         | 36e Lena Krautzer · 92e Yvonne Poderschnig · 98e Valentina Baumann ·                   |                       |                     |
| Stefanie Rainer · Melanie Kuenrath · Sonja Kiem · Anna Barbacovi     | Tirs au but 2 - 4 | Anja Veratschnig · Celine Arthofer · Alissa Lamzari · Alena Irina Wieser · Nadja Hehle |                       |                     |

| Champion Europeada féminin 2022     |
| ----------------------------------- |
| Slovènes de Carinthie Premier titre |

## Statistiques, classements et buteurs

### Classement des buteurs
| 6 buts - Christian Rinza - AP Sebastian Pączko 5 buts - Igor Vidovic 4 buts - Alex Pfitscher - Nemanja Todorovic - David Klencsak - AP Mateusz Wawoczny 3 buts - Andreas Nicoletti - Jonas Clementi - Dimciu-Constantin Halep - Marjan Kropiunik - Jan Martin Vinatzer - Jonas Walter - David Scholze - Jan Bogusz - Adam Balint - Jozsef Baranyi - Ferenc Olah - Nikola Nesic - Nemanja Doric - MSH Daniel Zima - AP Edmund Machnik 2 buts - Thomas Mair - Martin Ritsch - David Smrtnik - Julian Hobel - Mathias Christian Pegrin - Florian Verdel - Robert-Levente Toth - Ricard Rajcanji - Milan Savkovic - Daniel Udvardi - Róbert Muth - Morten Wegner - Peter Domaschke - Srdan Milovanovic - CIM Nicolo Berteotti - MSI David Colja - STR Levente Parvany - CB(A) Maximilian Ivancsits - CB(A) Thomas Klemenschitz - CB(A) David Domnanovich | 1 but - Maximilian Lanthaler - Olaf Stark - Julian Bacher - Darjan Aleksic - Benjamin Opietnik - Philipp Diex - Dorian Urank - Patrick Lausegger - Marjan Ogris-Martic - Atila Kemenji - Dositej Oblakovic - Neven Ivandekic - Miodrag Erceg - Gino Mustermann - Dumitru Bangheorghe - Ferencz-Hunor Nikolics - Robert Gergely - Lorand-Levente Santa - Zoltan Siko - Zsolt Pap - Viktor Schneider - Zoltan Czigler - Ferenc Cseke - Mirko Demetz - Marcus Costalunga - Alben Haitov - Tim Meyer - Luc-Jonathan Justen - Steffen Eglseder - Lars Ole Puttins - Erik Wegner - Patrick Wocko - Michael Muller - Gabriel Gartner - Martin Bossenz - Danny Kobelt - Jozsef Robert Jonas - Richard Puporka - Kalman Puporka - Laszslo Rikardo Klajben - Milos Miroslavljevic - Stefan Petko - Marko Jelecki | - MSH Andras Szabados - MSI Dennis Pitacco - MSI David Colja - MSI Ivan Kocman - MSI Erik Colja - CIM Jacopo Longhi - CIM Marzio Piccinini - CIM Ezio Pattanaro - CIM Tommaso Longhi - AP Mateusz Iwan - AP Marcin Paszek - AP Adrian Lesik - AP Tymoteusz Wojdanowski - AP Tomasz Schichta - AP Bartosz Borowiec - CB(A) Christopher Pinter - CB(A) Raphael Fischer - CB(A) Marco Laubner - STR Andrei-Marian Zetocha 1 but contre son camp (csc) - Mateusz Iwan |

### Classement des buteuses
| 7 buts - Anna Malle - Anja Veratschnig 6 buts - Celine Arthofer - Melanie Kuenrath 4 buts - Hannah Maria Kautz - Anna Katharina Peer - Lea Messner 3 buts - Yvonne Poderschnig - Franziska Oraze - Nora Bauer | 2 buts - Stefanie Rainer - Alexandra Gruber - Nadine Nischler - Jana Zipperle - Fabiola Vincenz 1 but - Leonie Lackner - Lena Krautzer - Alena Irina Wieser - Lena Krautzer - Alma Breitenberger - Giuana Lisabeta Prugger 1 but contre son camp (csc) - Alma Breitenberger |